# Mesocco
Mesocco és un municipi del cantó dels Grisons (Suïssa), situat al districte de Moesa.

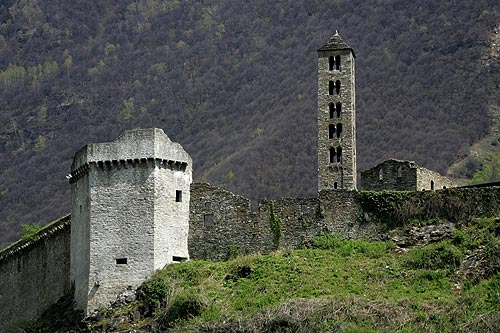
Vista del Castell